# Helius (Rhampholimnobia) papuanus
Helius (Rhampholimnobia) papuanus is een tweevleugelige uit de familie steltmuggen (Limoniidae). De soort komt voor in het Australaziatisch gebied.